# Nikephoros I. (Patriarch)
Nikephoros I. (* wohl 757/58; † 828) war ein byzantinischer Geschichtsschreiber und Patriarch von Konstantinopel.

## Leben
Nikephoros war der Sohn eines kaiserlichen Sekretärs namens Theodoros. Er selbst bekleidete später denselben Posten (bezeugt 787). Irgendwann nach 787, wahrscheinlich 797, zog er sich (vielleicht gezwungenermaßen) ins Privatleben zurück und war anschließend auch karitativ tätig. Im Jahr 806 wurde er als Laie zum Patriarchen gewählt und innerhalb weniger Tage zum Bischof geweiht; es ist recht wahrscheinlich, dass Nikephoros ein Kompromisskandidat war. Während des sogenannten moichianischen Streits, der durch die zweite Heirat Kaiser Konstantins VI. ausgelöst worden war, unterstützte er Kaiser Nikephoros I. und rehabilitierte den darin verwickelten Oikonomos Iosephos. Dagegen protestierte vergeblich Theodoros Studites, doch wurden die sogenannten Studiten von einer Synode verurteilt. Als Theodoros 811/12 vom neuen Kaiser Michael I. begnadigt wurde und zu dessen Ratgeber aufstieg, stand Theodoros in Opposition zu Nikephoros. Als Befürworter der Bilderverehrung trat Nikephoros 814 Kaiser Leon V. entgegen, als dieser eine bilderfeindliche Politik betrieb (siehe Byzantinischer Bilderstreit). Der Kaiser setzte jedoch seine Absetzung durch eine Synode durch und Nikephoros trat schließlich im März 815 zurück. Er starb 828 als Verbannter in einem Kloster.
Einen relativ ausführlichen, teils aber lückenhaften und mit topischen Elementen ausgeschmückten Bericht zu seinem Leben bietet die von Ignatios Diakonos verfasste Vita.

## Werke
Nikephoros verfasste mehrere Werke, darunter polemische Schriften gegen die Gegner der Bilderverehrung (Ikonoklasten). Ebenso verfasste Nikephoros Streitschriften gegen Juden und Manichäer sowie Briefe und Homilien, die (bis auf einige Fragmente der Briefe) alle verloren gegangen sind. Einige Werke werden ihm zudem zu Unrecht zugeschrieben. Erhalten ist aber vor allem eine historische Chronik.
Die Chronik des Nikephoros wird in der Regel als Historia syntomos („kurzgefasste Geschichte“) oder latinisiert als Breviarium bezeichnet. Geschildert wird in knapper Form die Zeit von 602 (in diesem Jahr brechen auch die Historien des Theophylaktos Simokates ab) bis 769, wobei jedoch einige Lücken in der Darstellung auftreten. So wird die Zeit 641–663 sowie 733–741 nicht geschildert. Dies ist vermutlich auf fehlende Quellen zurückzuführen; möglich ist aber auch ein Blattausfall. Ein Vergleich mit der (insgesamt ausführlicheren) Chronik des Theophanes, der im Gegensatz zu Nikephoros streng annalistisch vorging, hat gezeigt, dass beide oft auf dieselben Vorlagen zurückgegriffen haben. Sowohl Nikephoros als auch Theophanes haben sehr wahrscheinlich die Chronik des Traianos Patrikios benutzt, doch zog Theophanes durchaus Quellen heran, auf die Nikephoros keinen Zugriff hatte. Dazu zählt wohl eine griechische Übersetzung der Chronik des Theophilos von Edessa, so dass Theophanes bestehende Lücken besser füllen konnte als Nikephoros. Allerdings ist oft unklar, welche Quellen Nikephoros benutzt hat; sicher identifiziert werden kann aber etwa Johannes von Antiochia (für c. 1 der Chronik). Für den ersten Teil der Chronik scheint eine Stadtchronik von Konstantinopel die Hauptquelle gewesen zu sein, für den zweiten Teil wohl vor allem Traianos sowie eine weitere Stadtchronik.
Nur selten bietet Nikephoros in seinem Geschichtswerk andere Informationen als Theophanes; Nikephoros scheint seine Vorlagen oft knapper, aber teils genauer wiedergegeben zu haben als Theophanes, so dass dadurch seine Darstellung auch zur Kontrolle bzw. Ergänzung der Chronik des Theophanes dienen kann. Literarisch ist das Geschichtswerk des Nikephoros, das entweder in den 80er oder den 90er Jahren des 8. Jahrhunderts verfasst wurde, jedoch wenig anspruchsvoll gestaltet. Es ist in zwei Redaktionen (V [Vatikan-Manuskript] und L [London-Manuskript]) überliefert.

## Ausgaben und Übersetzungen
- Cyril Mango (Hrsg.): Nikephoros, Patriarch of Constantinople. Short History. Washington 1990 (Ausgabe des Geschichtswerks mit englischer Übersetzung, Einleitung und einem knappen Kommentar).